# Dolichopoda graeca
Dolichopoda graeca — вид прямокрилих комах родини рафідофоріди (Rhaphidophoridae). Вид є
троглодитом, тобто постійним мешканцем печер.

## Поширення
Вид є ендеміком Греції. Зустрічається на заході країни у печері Перама.